# Puszan
Puszan (Busan) (koreai: 부산, angol: Busan, egyéb magyar átírással: Buszan, Pusan) Dél-Korea második legnépesebb városa a főváros Szöul után. Lakossága közel 3,5 millió fő volt 2018-ban. Puszan Délkelet-Koreában található a Japán-tenger partján és e terület gazdasági, kulturális és oktatási központja. Kikötője rendkívül forgalmas, Dél-Korea legforgalmasabb kikötője és a világ hatodik legforgalmasabb kikötője Puszan. Puszan valamint a környező települések alkotják Dél-Korea legnagyobb ipari területét. Nevének magyar jelentése: üsthegy

## Földrajz

### Elhelyezkedés
Puszan a Koreai-félsziget délkeleti csücskében, a Japán-tenger partján fekszik.

### Domborzat
A város domborzata nyugaton leginkább 300-700 méter magas dombokból áll, keleten pedig síkságokból.

### Éghajlat
Köppen éghajlati besorolása szerint Puszan mérsékelt éghajlat és meleg párás éghajlat keverékével rendelkezik. Az átlag hőmérséklet januárban 3,6 °C, augusztusban pedig 26,1°C. Ez a terület Dél-Korea egyik legmelegebb része. A város térségében sűrűn esik az eső, télen viszont kevés a hó.

### Demográfia
Puszan lakossága 2018-ban 3 453 198 fő volt, ez kicsivel kevesebb, mint a 2015-ben mért 3 517 491 fő. Puszanban problémát jelent a gyorsuló elöregedés, a lakosság közel 15%-a 65 év feletti, ez azt okozza, hogy a város lakossága mindig kicsivel kisebb lesz az évek elteltével. 1963 óta Puszan lakossága 2000-ben volt a legnagyobb közel 3,9 millió fővel, és a legnagyobb ugrás a népességet tekintve 1970 és 1980 között volt, amikor 1,8 millió főről 3,1 millióra bővült a lakosság száma. Vallást tekintve a lakosság nagy része ateista, kisebb számban buddhista és keresztény.
| 2018 | 3 453 198 |

## Történelem

### Őskor
Emberek eleinte a paleolitikum-korban kezdtek a mai város területén élni.

### Ókor és Középkor

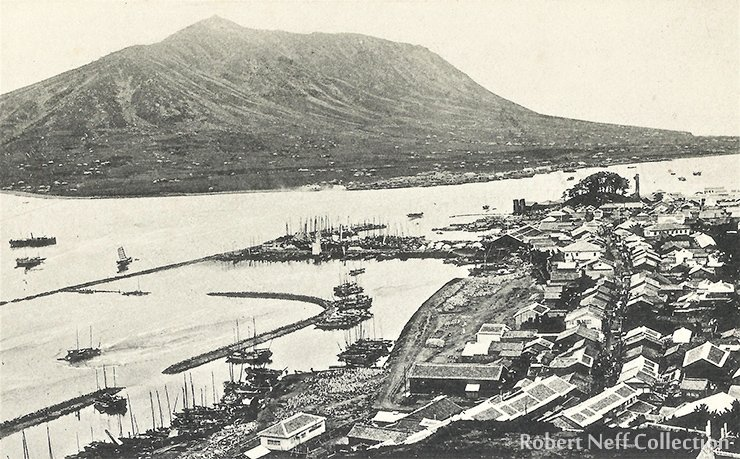
Puszan az 1900-as években

Puszan területét eleinte a Silla Királyság irányította, a három Koreai Királyság egyike. A város első neve Geochilsanguk volt, majd Dongnaehyeonra változtatták. A Csoszon-dinasztia idején nyitották meg Puszan kikötőjét, és már ekkor is fontos városnak számított a Japánhoz való közelség miatt. A 15. század óta kereskedtek a koreaiak és a japánok, emellett a japánok házakat építettek Puszanban, ezzel segítve a város fejlődését.

### Újkor
Korea Japán gyarmata lett 1910 és 1945 között, így Puszan is Japán gyarmatosítás alá került. Az 1950 és 1953 között zajló koreai háború idején Puszan Dél-Korea ideiglenes fővárosa volt. Mivel ezt a területet nem hódította meg Észak-Korea, sok másik dél-koreai költözött Puszanba. A Korea Times szerint közel 500.000 menekült tartózkodott Puszanban. ENSZ csapatok szálltak meg Puszan partjainál, hogy a koreaiakat megvédjék a kommunistáktól.

### Koreai háború után
A város 1963-ban elvált Dél-Kjongszang tartománytól és Dél-Korea első közvetlenül kormányzott városává vált.

## Gazdaság

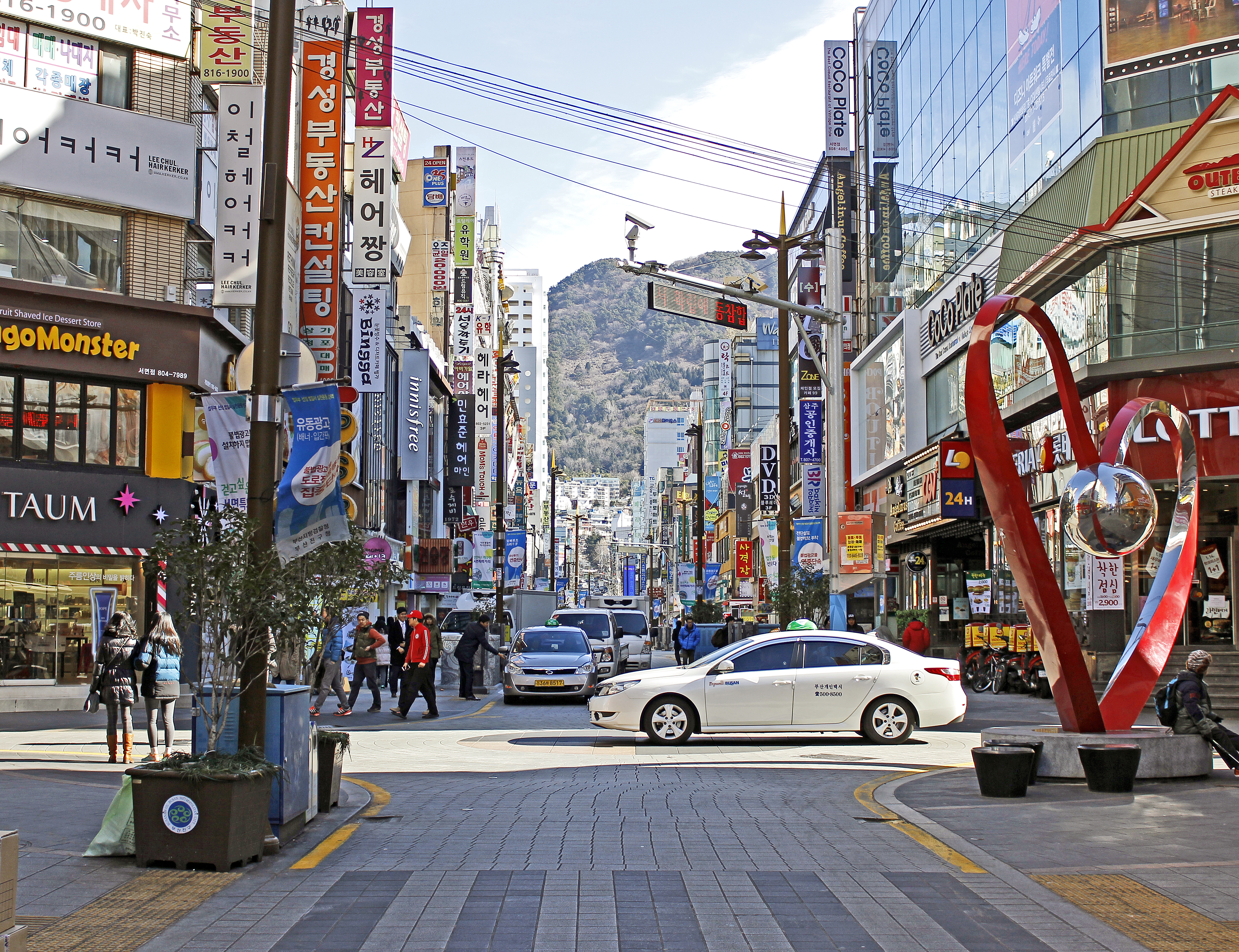
Seomyeon

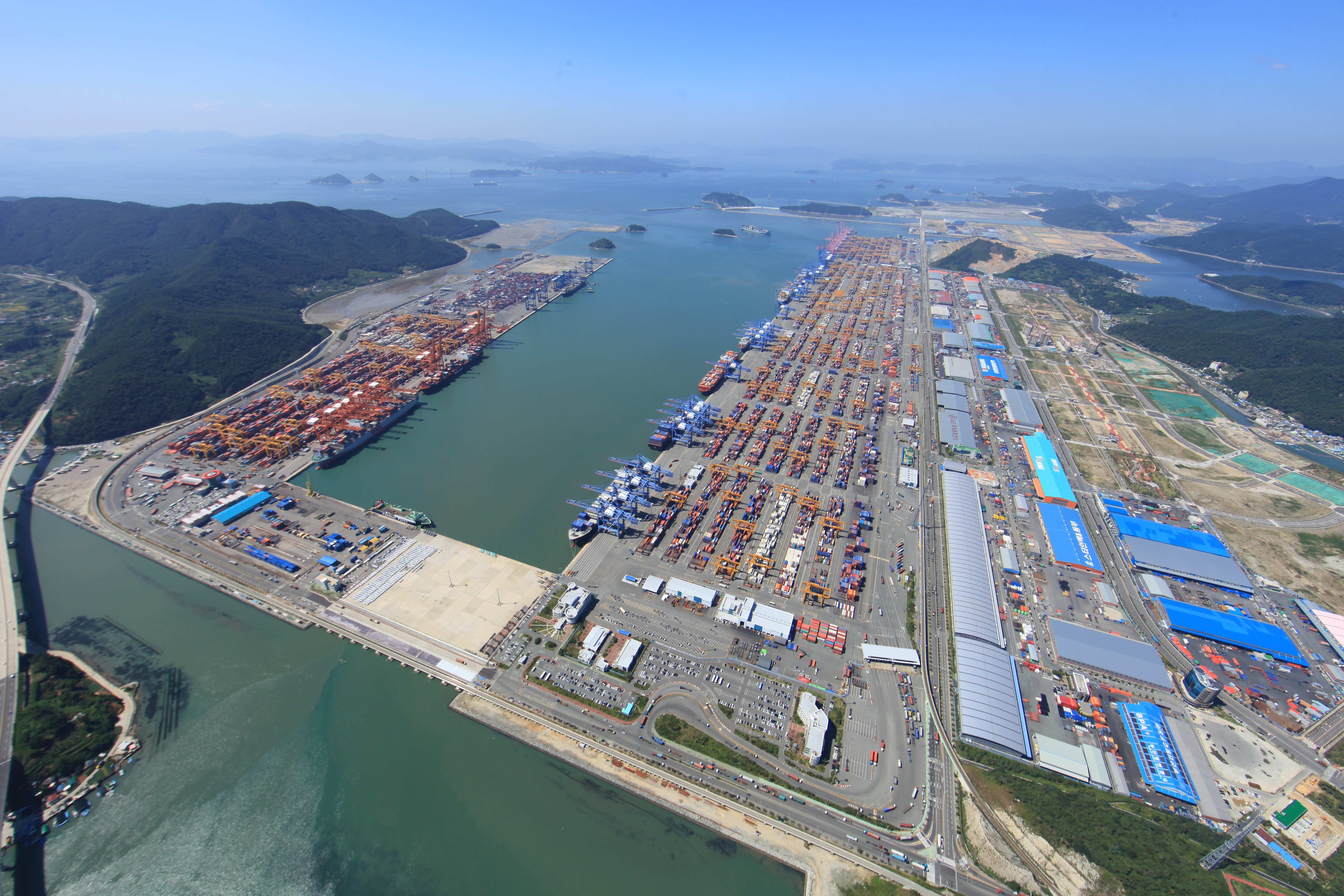
Kikötő Puszanban

Puszan tengeri logisztikai csomópont. Kikötője a hatodik legnagyobb a világon. A város gazdaságát elsősorban a szolgáltatóipar, a feldolgozó ipar és az építőipar jellemzi. Puszan a tengertudomány kutatásának központja is, számos intézmény található a tengertudománnyal kapcsolatban (pl. Koreai Tengerészeti Intézet). A város a pénzügyek fontos központja is, a város két legnagyobb üzleti negyede Seomyeon és Gwangbok-dong.

## Kultúra és látnivalók

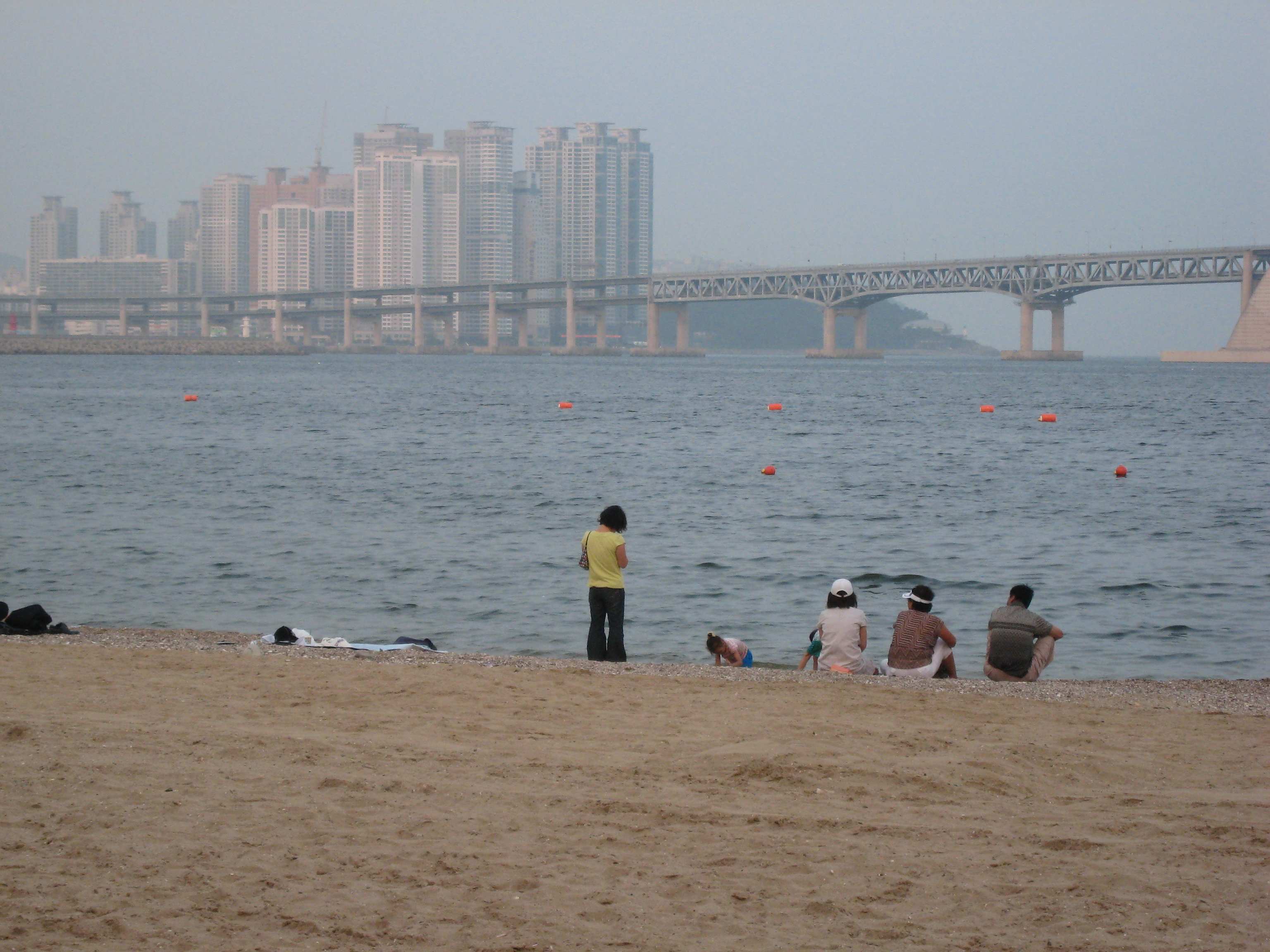
Tengerpart Puszanban

Múzeumok: Puszan számos múzeummal rendelkezik (pl. Puszan Városi Művészeti Múzeum).
Nampo-dong: A Nampo-dong egy bevásárló- és kávézónegyed, ez a negyed vonzó a fiatalok számára, számos étterem, bár és kávézó található itt.
Strandok: Puszant néha Korea nyári fővárosának tekintik, több strandja is van, ezzel vonzva Korea lakosságát nyáron.

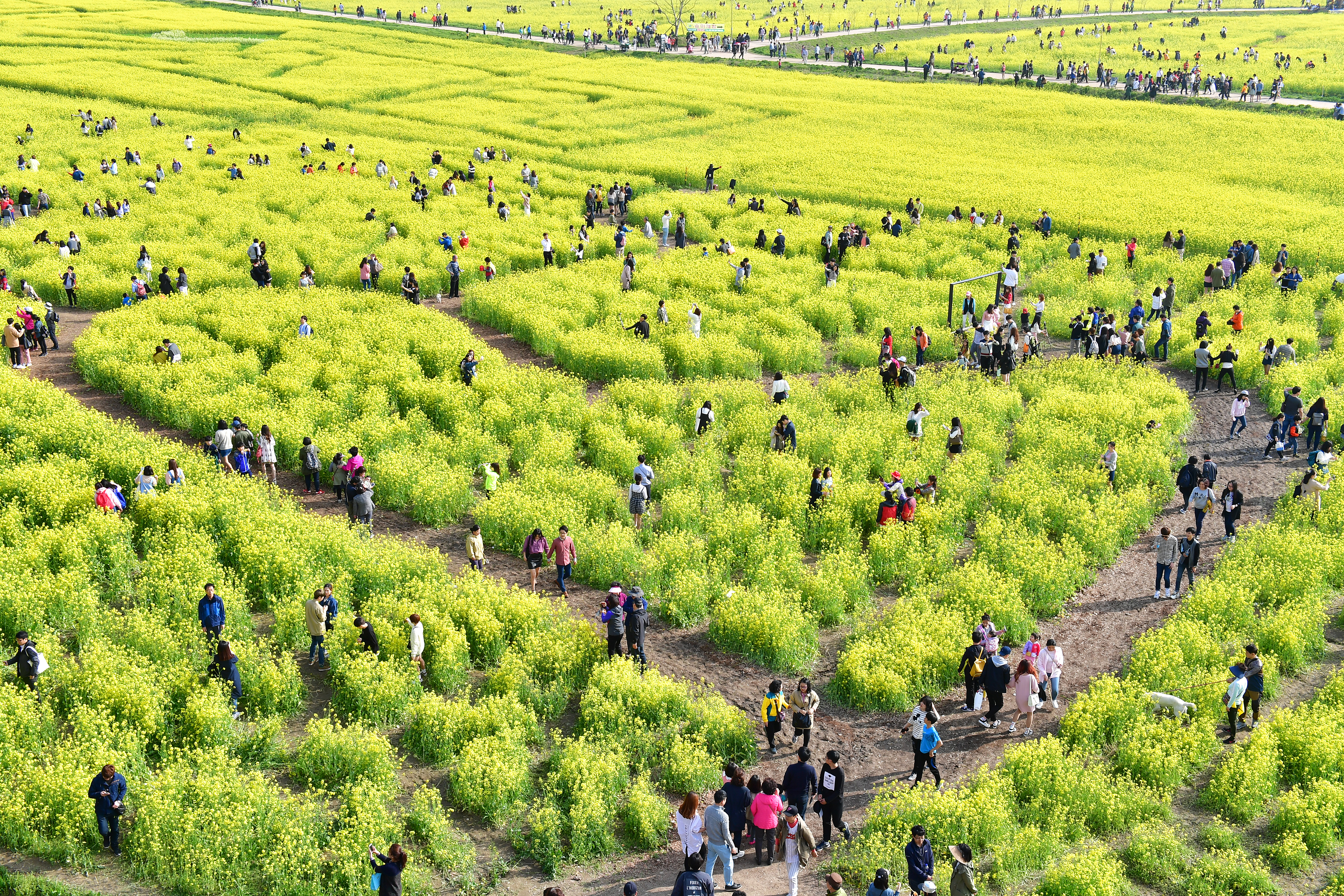
Daejeo park

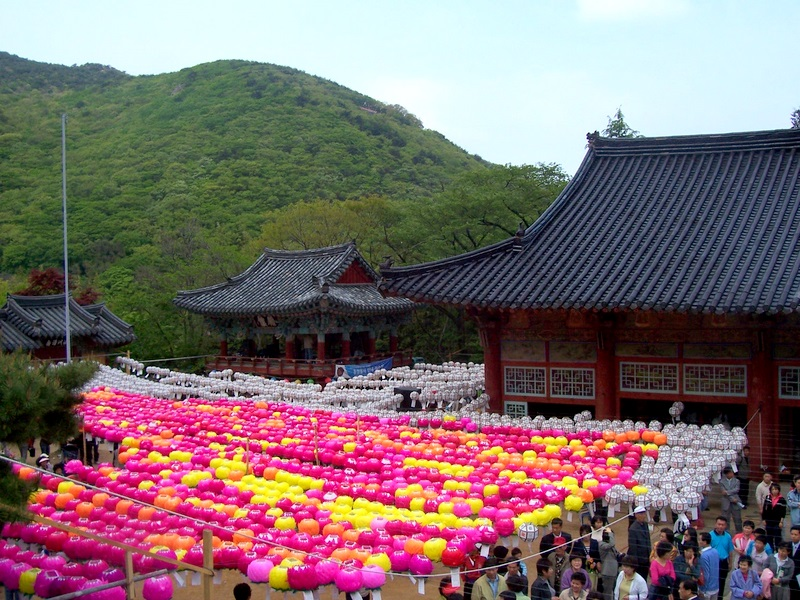
Beomeosa templom

Leghíresebb strandja Puszannak a Haeundae strand.
Parkok: A Yongdusan Park egy 17 hektár területű park, itt található a Puszan-torony, a Yongdusan Művészeti Galéria és a Puszani Akvárium. A park körülbelül 70 fafajtával rendelkezik és egész évben kulturális eseményeket tartanak itt.
A Daejo Ökológiai Park egy 2,66 km² területű park, ahol veszélyeztetett fajok élnek, mint vándormadarak és tüskés tavirózsák. A parkban sportlétesítmények is vannak, valamint fesztiváloknak is helyszínt ad.
Vallási helyek: A városban találhatóak buddhista és keresztény templomok, erődök és szentélyek is.
Fesztiválok: Puszanban egész évben tartanak fesztiválokat, mint a Puszani Tengeri Fesztivál, vagy a Puszani Nemzetközi Filmfesztivál.

## Közigazgatása
|                              |                         |               |                 |
| Név                          | Hangul, Handzsa (Hanja) | Terület (km²) | Népesség (2015) |
| Kerület                      |                         |               |                 |
| Puk-ku (Buk-gu)              | 북구; 北區              | 39,36         | 299 182         |
| Puszandzsin-ku (Busanjin-gu) | 부산진구; 釜山鎭區      | 29,70         | 376 321         |
| Tong-ku (Dong-gu)            | 동구; 東區              | 9,73          | 89 202          |
| Tongne-ku (Dongnae-gu)       | 동래구; 東萊區          | 16,63         | 262 154         |
| Kangszo-ku (Gangseo-gu)      | 강서구; 江西區          | 181,50        | 92 628          |
| Kumdzsong-ku (Geumjeong-gu)  | 금정구; 金井區          | 65,27         | 249 444         |
| Heunde-ku (Haeundae-gu)      | 해운대구; 海雲臺區      | 51,47         | 409 037         |
| Csung-ku (Jung-gu)           | 중구; 中區              | 2,83          | 45 377          |
| Nam-ku (Nam-gu)              | 남구; 南區              | 26,81         | 283 741         |
| Szaha-ku (Saha-gu)           | 사하구; 沙下區          | 41,75         | 334 762         |
| Szaszang-ku (Sasang-gu)      | 사상구; 沙上區          | 36,09         | 240 709         |
| Szo-ku (Seo-gu)              | 서구; 西區              | 13,93         | 111 996         |
| Szujong-ku (Suyeong-gu)      | 수영구; 水營區          | 10,21         | 173 069         |
| Jongdo-ku (Yeongdo-gu)       | 영도구; 影島區          | 14,15         | 129 515         |
| Jongdzse-ku (Yeonje-gu)      | 연제구; 蓮堤區          | 12,08         | 20 527          |
| Megye                        |                         |               |                 |
| Kidzsang (Gijang)            | 기장군; 機張郡)         | 218,32        | 148 073         |